# Fahrenholzia microcephala
Fahrenholzia microcephala är en insektsart som beskrevs av Ferris 1922. Fahrenholzia microcephala ingår i släktet Fahrenholzia och familjen ledlöss. Inga underarter finns listade i Catalogue of Life.